# مارتین سورل
مارتین سورل (انگلیسی: Martin Sorrell) (زاده ۱۴ فوریهٔ ۱۹۴۵) کارآفرین، بازرگان و مدیر ارشد اجرایی بریتانیایی روس‌تبار است، که در حال حاضر به‌عنوان مدیر عامل شرکت دبلیوپی‌پی فعالیت می‌کند.